# EXeem
eXeem était un logiciel de partage de fichiers pair-à-pair dont le protocole s'inspire de BitTorrent, sans pour autant en respecter ni l'esprit, ni les principes originaux.
Lancé début 2005, il a échoué à son objectif et le projet a été annulé et le réseau eXeem fermé fin 2005

## Description
Tout d'abord il faut savoir que pour télécharger via BitTorrent, il faut au départ avoir accès à un serveur tracker BitTorrent. Il s'agit d'un petit fichier contenant des listes de sources pour le téléchargement d'autres fichiers, et dont l'extension est .torrent. De nombreux moteurs de recherche de ces trackers existent mais le plus important d'entre eux, anciennement disponible à l'adresse Suprnova.org (en), fut fermé par l'industrie du cinéma américaine.
Rendu disponible en janvier 2005, eXeem est donc la réponse de la société Swarm Systems et du webmaster de Suprnova.org (en) à la fermeture des principaux sites compilant des liens BitTorrent. En effet, eXeem est le premier client BitTorrent à offrir un moteur de recherche décentralisé, intégré dans le logiciel, ce qui permet de se passer des sites de référencement de trackers. En fait les trackers sont stockés sur chaque client du réseau, avec des super-clients, à la manière des supernodes de KaZaA. 
Cependant la communauté du peer-to-peer a émis de vives critiques envers eXeem :
- Le logiciel n'est disponible que sous Windows.
- À son lancement eXeem contenait le spyware Cydoor désormais supprimé depuis le lancement de la version 0.21[1]..
- Comme KaZaA, eXeem intègre de nombreux bandeaux publicitaires
- Il permet la création de trackers eXeem qui ne sont pas compatibles avec les trackers classiques.
- Le protocole d'eXeem est fermé, ce qui veut dire qu'il n'est pas compatible avec les autres clients BitTorrent. Il y a donc un nouveau réseau et donc séparation des utilisateurs.
- eXeem  ne publie pas son code source alors qu'il se sert de la bibliothèque libtorrent écrite en C++ et reprend les grandes lignes du protocole BitTorrent original qui lui est libre (sous licence GNU GPL).
- La remarque la plus importante : eXeem ne respecte plus « l'esprit » BitTorrent. En effet, lors de la création de ce dernier, aucune fonction de recherche n'a été développée. Ce que l'on pourrait prendre pour un défaut se révèle être une qualité aux yeux des développeurs de Bittorrent qui estiment que, sans la fonction de recherche, la plus grande partie de la bande passante est réservée aux téléchargements et ces derniers s'en trouvent améliorés. L'intégration de la fonction de recherche à eXeem doit donc, en théorie, diminuer la vitesse de téléchargement.

eXeem est aujourd'hui (mi 2005) payant.